# Rok Drakšič
Rok Drakšič (ur. 2 stycznia 1987 w Griže) – słoweński judoka, mistrz Europy.
Startuje w kategorii wagowej do 73 kg. Dwukrotny uczestnik igrzysk olimpijskich (2008, 2012). Złoty medalista mistrzostw Europy w 2013 roku.